# Eloeophila aprilina
Eloeophila aprilina is een tweevleugelige uit de familie steltmuggen (Limoniidae). De soort komt voor in het Nearctisch gebied.